# نامه‌های آسیای من (فیلم)
«نامه‌های آسیای من» (انگلیسی: Letters from My Windmill (film)) یک فیلم به کارگردانی مارسل پانیول است که در سال ۱۹۵۴ منتشر شد. از بازیگران آن می‌توان به ژان دانیل اشاره کرد.